# Trézée
Trézée – rzeka we Francji, przepływająca przez tereny departamentów Loiret oraz Yonne, o długości 22,4 km. Stanowi prawy dopływ rzeki Loary.